# Victor De Bruyne
Victor Jozef De Bruyne (Hoboken, 27 augustus 1900 - 4 januari 1999) was een Belgisch politicus voor de BWP / BSP.

## Levensloop
Victor De Bruyne groeide op in een socialistische familie. Zijn vader August De Bruyne zetelde in de Kamer van volksvertegenwoordigers en zijn grootvader langs moederszijde, Alfons Spaepen, was medeoprichter van de BWP-afdeling in Hoboken. Tijdens de Eerste Wereldoorlog verbleef hij met zijn gezin een tijdlang in Nederland.
Vanaf 1917 werkte hij als bediende bij Kinderheil. Hij combineerde dit met studies talen en boekhouden in het avondonderwijs in Antwerpen. Via die studies behaalde hij onder andere een diploma in administratieve wetenschappen.
Tijdens de Eerste Wereldoorlog was De Bruyne lid van het socialistische theatergezelschap Recht voor Allen. In augustus 1919 werd hij dan lid van de Belgische Werkliedenpartij en een jaar later werd hij lid van de socialistische bediendenvakbond. Na zijn huwelijk vestigde Victor De Bruyne zich in 1925 in Hoboken, waar hij in 1927 voorzitter werd van de lokale afdeling van de Centrale voor Arbeidersopvoeding. Van 1931 tot 1970 was De Bruyne voorzitter van de BWP- en daarna de BSP-afdeling van Hoboken en in 1934 werd hij eveneens voorzitter van het bestuurscomité van het lokale socialistische persorgaan Onze strijd. Vanaf 1944 was hij lid van het Uitvoerend Bureau van de BSP-afdeling van het arrondissement Antwerpen, waarvan hij meer dan twintig jaar ondervoorzitter was.
De Bruyne begon zijn politieke loopbaan in 1932 toen hij verkozen werd als gemeenteraadslid van Hoboken. Hij was er van 1933 tot 1939 schepen van Financiën en werd vervolgens in maart 1939 burgemeester van de gemeente. Hij bleef dit tot aan het einde van zijn politieke carrière eind 1976. Bij het begin van de Tweede Wereldoorlog in 1940 vluchtte Victor De Bruyne naar het Franse Nantes. Na de Belgische capitulatie keerde hij in juli 1940 terug naar Hoboken, waar de Duitse bezetter hem verbood om enige politieke activiteit uit te oefenen. Van 1942 tot 1944 werd Hoboken opgeslorpt in Groot-Antwerpen. Na een periode werkloos te zijn geweest ging De Bruyne tijdelijk aan de slag bij de Nationale Maatschappij van Buurtspoorwegen. Hij was betrokken bij de oprichting van de clandestiene socialistische beweging in de regio Antwerpen en werkte mee aan de socialistische sluikpers. Na de oorlog werd Hoboken opnieuw een zelfstandige gemeente en kon De Bruyne zijn functie van burgemeester weer opnemen.
Daarenboven zetelde Victor De Bruyne negentien jaar lang in de Senaat. Van 1946 tot 1949 en van 1954 tot 1965 was hij rechtstreeks gekozen senator voor het arrondissement Antwerpen, in de tussenliggende periode, van 1949 tot 1954, was hij provinciaal senator voor de provincie Antwerpen. Hij was voorzitter van de Senaatscommissie Naturalisaties en zetelde tevens in de commissie Binnenlandse Zaken en als senator toonde hij vooral interesse in gemeentelijke kwesties. In 1965 stopte hij op zijn 65ste met de nationale politiek.
Voorts was De Bruyne lid van verschillende commissies en raden van bestuur. Vanaf 1933 was hij lid van de raad van bestuur van de sociale huisvestingsmaatschappij in Hoboken, vanaf 1946 was hij erevoorzitter van het Rode Kruis in Hoboken, vanaf 1957 was hij lid van de gemengde commissie voor stedenbouw en van 1959 tot 1965 was hij commissaris en daarna lid van de raad van bestuur van het Gemeentekrediet.
In Hoboken is er een dienstencentrum naar Victor De Bruyne genoemd, het werd opgericht in 1979.
Sinds 1928 heeft Hoboken een wielerwedstrijd voor beroepsrenners op 1 mei. De Bruyne bedacht dit evenement om aan de Hobokense socialisten een excuus te bezorgen om op één mei een dag vrijaf te nemen. De Grote Prijs 1 mei heet sinds 2001 de Ereprijs Victor De Bruyne. 

## Voetnota
1. ↑  Dienstencentrum Victor De Bruyne blaast 35 kaarsjes uit; zoveelmeerhoboken; 26 augustus 2014